# 볼티모어 미술관
볼티모어 미술관(영어: Baltimore Museum of Art, 약칭: BMA)은 메릴랜드주 볼티모어에 있는 미술관으로 1914년에 설립되었다. BMA의 95,000개 컬렉션에는 현대 미술의 Cone 컬렉션을 중심으로 앙리 마티스의 1,000개 이상의 작품과 미국 최고의 판화, 드로잉 및 사진 소장품 등이 있다. 현재 갤러리에는 아프리카 미술품, 유명 및 신진 현대 미술가의 작품, 유럽과 미국의 회화, 조각, 장식 예술품, 고대 안티오크 모자이크, 아시아 미술품, 전 세계의 직물 등이 전시되어 있다.